# あっぷるアイビー
株式会社あっぷるアイビーは、長野県須坂市に本社を置く外食関連企業。ファミリーレストラン「あっぷるぐりむ」を始めとする6形態の飲食店を、長野県のほか北陸地方3県に展開する。

## 沿革
- 1952年（昭和27年）
  - 3月22日 - 株式会社信濃屋設立。当時の本社は長野県埴科郡松代町（現 長野市松代町）
- 1966年（昭和41年）
  - 11月 - 株式会社チーズドールに商号変更。翌月からファミリーレストラン「チーズドール」をフランチャイズ展開
- 1977年（昭和52年）
  - 11月 - 長野市高田に関連会社株式会社あっぷるぐりむ設立。ファミリーレストラン「あっぷるぐりむ」1号店を長野市栗田に開店し、石川県・富山県に順次展開
- 1988年（昭和63年）
  - 8月 - 現在の「焼肉のバーンズ」につながる焼肉レストランの展開を始める
- 1994年（平成6年）
  - 10月 - イタリアンレストラン「ピッツェリア」の展開を始める
  - 12月 - 株式会社ビッグあっぷるアイビーに商号変更
  - 12月 - 丸田 登（故人・現社長の父）が社長に就任する
- 1998年（平成10年）
  - 7月31日 - 創業者社長、丸田 登急逝
  - 8月 - 現社長、丸田 剛代表取締役就任
- 2000年（平成12年）
  - 2月 - 長野市上松一丁目にやきとり居酒屋「きらび本店」を開店
- 2003年（平成15年）
  - 6月 - エスニックレストラン「Sawasdee Cafe（サワディカフェ）」の展開を始める
- 2004年（平成16年）
  - 3月 - (株)ビッグあっぷるアイビーが(株)あっぷるぐりむを吸収合併し、株式会社あっぷるアイビーに商号変更。本社を須坂市に移転
- 2006年（平成18年）
  - 12月 - 長野市にケーキ工房「スイートアージェ」開店 → 2011年（平成23年）、須坂市に移転
- 2010年（平成22年）
  - 6月 - 「ステーキハンバーグ&サラダバー けん」にフランチャイズ加盟。塩尻北インター店を開店 → 2013年8月閉店
- 2015年（平成27年)
  - 7月13日 - 新潟県上越市に「超!焼肉食堂まるとみ」を開店

## 業態

### あっぷるぐりむ
同社の運営する飲食店では最も歴史の長いファミリーレストランチェーン。自家製ハンバーグを主力商品としている。2024年（令和6年）5月現在5店舗。
- 長野県 - 長野運動公園店・長野栗田店・長野小島田店・FC佐久店
- 新潟県 - 上越北店

### ピッツェリア
イタリアンレストラン。ピザは薄焼きのロマーナ風（ローマ風）。2021年（令和3年）現在10店舗。
- 長野県 - 長野篠ノ井バイパス店・長野東和田店・上田店・上田しおだ野店・松本つかま店・松本村井店
- 新潟県 - 新潟中央インター店・燕三条店・長岡インター店・上越店

### 焼肉のバーンズ・カルビ牧場
焼肉レストラン。「焼肉のバーンズ」と「カルビ牧場」の2ブランドがある。2021年（令和3年）現在11店舗。
焼肉のバーンズ
- 長野県 - 長野平林店・須坂インター店
- 新潟県 - 上越店
- 富山県 - 魚津店・黒部店・富山飯野店・富山黒瀬店・高岡四屋店・高岡駅南店

カルビ牧場
- 新潟県 - 長岡インター店・燕三条店

### やきとり居酒屋きらび本店
備長炭の炭火やきとりを中心としたファミリー居酒屋。2021年（令和3年）現在、長野市の1店舗のみ。
- 長野県 - 上松店

### 超！焼肉食堂まるとみ
焼肉食堂。2021年（令和3年）現在、新潟県上越市の1店舗のみ。
- 新潟県 - 上越高田店

### サワディ・カフェ
エスニック料理店。2013年（平成25年）現在長野市・富山市に1店舗ずつ展開する。
- 長野県 - 長野店
- 富山店 - 富山駅前21ビル店

### ケーキ工房 スイートアージェ
ケーキ店。もと長野市のスマイルホテル長野内に店舗を構えていたが、2011年（平成23年）に須坂市の長野電鉄村山駅前にある就労継続支援・就労移行支援施設「ワークス未来工房」内に移転。障害者の就労移行支援として「あっぷるぐりむ」店舗へのケーキ類の卸製造および店頭販売を行なっている。
- 長野県 - 村山みらい店